# Хрол Василь Петрович
Васи́ль Петро́вич Хрол (біл. Васіль Пятровіч Хрол; 12 січня 1957, Гридюшки Малі, Молодечненська область, Білорусь — 4 червня 2020, Мінськ, Мінська область, Білорусь) — білоруський політичний діяч.

## Життєпис
Народився 12 січня 1957 року в селі Гридюшки Малі (тепер Шарковщинський район Вітебської області). Здобув освіту в Мінському радіотехнічному інституті за спеціальністю інженер-конструктор — технолог електронно-обчислювальної апаратури. Працював заступником керівника цеху Мінського механічного заводу, виконавчим директором Республіканського центру торгівлі нерухомістю, президентом Білоруської асоціації «Нерухомість». Його було обрано депутатом до Верховної Ради Республіки Білорусь 13-го скликання (1995—1996), був головою Комісії з промисловости, транспорту, будівництва, торгівлі та інших послуг населенню, зв'язку та інформації. Був депутатом Палати представників Білоруси першого скликання, головував у Постійній комісії з житлової політики, будівництва, торгівлі та приватизації. Коли його обрали депутатом Палати представників третього скликання, він був заступником голови Постійної комісії з бюджету, фінансів і податкової політики. Помер 4 червня 2020 року в Мінську.